# Комплексная классификация стадий продовольственной безопасности
Комплексная классификация стадий продовольственной безопасности (ККС), также известная как шкала IPC и ККС/ГС (гармонизированная система), представляет собой инструмент для улучшения анализа продовольственной безопасности и принятия решений. Это стандартизированная шкала для классификации серьезности последствий острой нехватки продовольствия, которая объединяет информацию о продовольственной безопасности, питании и средствах к существованию, и может использоваться для выделения приоритетных областей и групп населения, нуждающихся в экстренном реагировании, которые были определены на основе анализа продовольственной безопасности.
Первоначально ККС была разработана в 2004 году для использования в Сомали Отделом анализа продовольственной безопасности Продовольственной и сельскохозяйственной организации ООН. Правительства стран и международные агентства, включая CARE International, Объединенный исследовательский центр Европейской комиссии, Продовольственную и сельскохозяйственную организацию ООН, Оксфам, Save the Children, Всемирная продовольственная программа ООН и USAID совместно разрабатывали адаптацию шкалы к другим контекстам продовольственной безопасности.